# Championnats d'Europe de tchoukball
Les championnats d'Europe de tchoukball ont lieu tous les deux ans depuis 2001 sous l'égide de la fédération internationale de tchoukball (FITB) et de la fédération européenne de tchoukball (ETBF). La Suisse domine le palmarès tant chez les hommes que chez les femmes.

## Histoire
Les championnats d'Europe sont créés en 2003. Le tournoi international de Genève tenu en 2001, n'est reconnu comme championnat d'Europe qu'a posteriori,.
Le championnats d'Europe de 2020 sont repoussés deux fois en raison de la pandémie de Covid-19 et se déroule finalement en 2022,.

## Palmarès du championnat d'Europe

### Hommes

#### Bilan par édition
| Édition | Édition | Pays hôte(s)   |             | Finale  | Finale      | Finale             |         | Petite finale | Petite finale | Petite finale |   | Équipes |
| no      | Année   | Pays hôte(s)   | Champion    | Score   | Finaliste   | Troisième          | Score   | Quatrième     |               |               |   | Équipes |
| ------- | ------- | -------------- | ----------- | ------- | ----------- | ------------------ | ------- | ------------- | ------------- | ------------- | - | ------- |
| 1re     | 2001    | Genève         | Royaume-Uni | NC      | Suisse      | Royaume-Uni B      | NC      | Suisse B      | 5             |               |   |         |
| 2e      | 2003    | Rimini         | Suisse      | 62 − 57 | Royaume-Uni | Royaume-Uni B      | 47 − 37 | Italie        | 6             |               |   |         |
| 3e      | 2006    | Macolin        | Royaume-Uni | 44 − 40 | Suisse      | République tchèque | NC      | NC            | 3             |               |   |         |
| 4e      | 2008    | Ústí nad Labem | Suisse      | 50 − 45 | Royaume-Uni | Italie             | 52 - 44 | Autriche      | 7             |               |   |         |
| 5e      | 2010    | Hereford       | Suisse      | 50 − 45 | Royaume-Uni | Italie             | 52 - 40 | Autriche      | 7             |               |   |         |
| 6e      | 2014    | Radevormwald   | Autriche    | 52 − 43 | Italie      | Suisse             | 66 - 46 | Allemagne     | 11            |               |   |         |
| 7e      | 2016    | Jičín          | Autriche    | 57 − 54 | Italie      | Allemagne          | 62 - 48 | Royaume-Uni   | 9             |               |   |         |
| 8e      | 2018    | Castellanza    | Italie      | 73 − 57 | Autriche    | Suisse             | 58 - 51 | Allemagne     | 9             |               |   |         |
| 9e      | 2022    | Leeds          | Italie      | 67 − 49 | Suisse      | Royaume-Uni        | 63 - 57 | Allemagne     | 7             |               |   |         |
| 10e     | 2024    | Ferrare        | Italie      | 57 − 56 | Suisse      |                    | Espagne | 55 - 50       | Allemagne     |               | 6 |         |

#### Tableau des médailles
| Rang  | Nation             | Victoires             | Finalistes                  | Troisièmes places     | Total |
| ----- | ------------------ | --------------------- | --------------------------- | --------------------- | ----- |
| 1     | Suisse             | 00 · 2003, 2008, 2010 | 00 · 2001, 2006, 2022, 2024 | 00 · 2014, 2018       | 9     |
| 2     | Italie             | 00 · 2018, 2022, 2024 | 00 · 2014, 2016             | 00 · 2008, 2010       | 7     |
| 3     | Royaume-Uni        | 00 · 2001, 2006       | 00 · 2003, 2008, 2010       | 00 · 2001, 2003, 2022 | 8     |
| 4     | Autriche           | 00 · 2014, 2016       | · 2018                      | —                     | 3     |
| 5     | République tchèque | —                     | —                           | · 2006                | 1     |
| 5     | Allemagne          | —                     | —                           | · 2016                | 1     |
| 5     | Espagne            | —                     | —                           | · 2024                | 1     |
| Total | Total              | 10                    | 10                          | 10                    | 30    |

### Femmes

#### Bilan par édition
| Édition | Édition | Pays hôte(s)   |          | Finale  | Finale      | Finale             |           | Petite finale      | Petite finale | Petite finale |   | Équipes |
| no      | Année   | Pays hôte(s)   | Champion | Score   | Finaliste   | Troisième          | Score     | Quatrième          |               |               |   | Équipes |
| ------- | ------- | -------------- | -------- | ------- | ----------- | ------------------ | --------- | ------------------ | ------------- | ------------- | - | ------- |
| 1re     | 2001    | Genève         | Suisse   | NC      | Royaume-Uni | Italie             | NC        | NC                 | 3             |               |   |         |
| 2e      | 2003    | Rimini         | Suisse   | NC      | Italie      | NC                 | NC        | NC                 | 2             |               |   |         |
| 3e      | 2006    | Macolin        | Suisse   | 33 − 28 | Royaume-Uni | République tchèque | NC        | NC                 | 3             |               |   |         |
| 4e      | 2008    | Ústí nad Labem | Suisse   | 46 − 42 | Royaume-Uni | Italie             | 53 - 31   | République tchèque | 6             |               |   |         |
| 5e      | 2010    | Hereford       | Suisse   | 42 − 31 | Italie      | Royaume-Uni        | 57 - 22   | Allemagne          | 5             |               |   |         |
| 6e      | 2014    | Radevormwald   | Suisse   | 38 − 30 | Italie      | Royaume-Uni        | 42 - 37   | Allemagne          | 8             |               |   |         |
| 7e      | 2016    | Jičín          | Suisse   | 35 − 43 | Royaume-Uni | Italie             | 61 - 30   | République tchèque | 8             |               |   |         |
| 8e      | 2018    | Castellanza    | Italie   | 46 − 44 | Suisse      | Autriche           | 45 - 42   | Royaume-Uni        | 9             |               |   |         |
| 9e      | 2022    | Leeds          | Suisse   | 53 − 39 | Italie      | Royaume-Uni        | 55 - 15   | Royaume-Uni B      | 4             |               |   |         |
| 10e     | 2024    | Ferrare        | Italie   | 40 − 38 | Suisse      |                    | Allemagne | 47 − 33            | Royaume-Uni   |               | 6 |         |

#### Tableau des médailles
| Rang  | Nation             | Victoires                                           | Finalistes                  | Troisièmes places     | Total |
| ----- | ------------------ | --------------------------------------------------- | --------------------------- | --------------------- | ----- |
| 1     | Suisse             | 00 · 2001, 2003, 2006, 2008, 2010, 2014, 2016, 2022 | 00 · 2018, 2024             | —                     | 10    |
| 2     | Italie             | 00 · 2018, 2024                                     | 00 · 2003, 2010, 2014, 2022 | 00 · 2001, 2008, 2016 | 9     |
| 3     | Royaume-Uni        | —                                                   | 00 · 2001, 2006, 2008, 2016 | 00 · 2010, 2014, 2022 | 7     |
| 4     | Autriche           | —                                                   | —                           | · 2018                | 1     |
| 4     | République tchèque | —                                                   | —                           | · 2006                | 1     |
| 4     | Allemagne          | —                                                   | —                           | · 2024                | 1     |
| Total | Total              | 10                                                  | 10                          | 9                     | 29    |